# LOVE ALL PLAY
『LOVE ALL PLAY』（ラブ・オール・プレイ）は、MEGUMIの1枚目のオリジナル・アルバム。CD+DVDの1形態で2004年8月25日発売。GENEON

## 解説
タレント業に就く前からR&Bやゴスペルのシンガーを目指していたというMEGUMIの1stフル・アルバム。
収録曲全般に渡りラブソングで構成されている。
タイトルの"LOVE ALL PLAY"とは、テニス競技用語で“試合開始”の意。
2010年7月現在、本作リリース及びそれに付随するプロモーション活動以降、MEGUMIの歌手としての活動は皆無だが、リリース当時は“このアルバムをもって歌手MEGUMIが始動する”という意味合いと、“LOVE SONGアルバム”の"LOVE"とを掛け合わせて命名された。
当時、好きな音楽プロデューサーにNeptunes、好きなラッパーにSNOOP DOGG、好きな日本人シンガーにPUSHIM、好きなレゲエのダンサーになすっ子キューカンバの名を挙げていたMEGUMIの音楽性を全面に打ち出した意欲作。
写真をはじめたヘアメイク・アーティストのKoichi Yamaguchi(SLANG)にCDのジャケットの写真及びヘアメイクを頼み、かつて一緒になったテレビ番組で意気投合したDJのSILVAにプロデュースを依頼、その際SILVAの友達であったケツメイシのRyojiも参加する運びに。元から飲み友達であったshungo.にもプロデュースを依頼しており、彼女が日ごろから付き合いがあり、信頼しているスタッフのみを集め制作にあたった、いわば身内関係で制作されている。「制作がとても楽しかった」と話し、「こういう感じで私が日々暮らしているっていうのが分かると思う」とも語る。
他にも、その後の安室奈美恵の作品を多く手掛けることになるNao'ymtが"DOUBLE BLADES"名義で参加、またBULGEや、当時MEGUMIと同事務所イエローキャブに所属していた佐藤江梨子も作詞（共作）で参加している。

## CD収録曲
| CD  |                                               | |      |
| 1   | intro -LOVE ALL PLAY Pt.1-                    | プロデュース:DOUBLE BLADES(Nao'ymt) | 1:44 |
| 2   | BELIEVE                                       | 作詞:MEGUMI 作曲・編曲:Little Littele Background Vocals:MEGUMI | 5:04 |
| 3   | 好きなのに                                    | プロデュース:SILVA サウンド・プロデュース:Ryoji（from ケツメイシ）& YANAGIMAN 作詞・作曲・コーラスアレンジ:SILVA 編曲:YANAGIMAN Background Vocals:SILVA,Ryoji（from ケツメイシ）,MEGUMI | 5:48 |
| 4   | SCREAM                                        | プロデュース:DOUBLE BLADES 作詞・作曲:Nao Frost(Nao'ymt) and Moreaga 編曲:DOUBLE BLADES Background Vocals:MEGUMI                                                                        | 4:11 |
| 5   | Revenge                                       | プロデュース:shungo. & SERIO 作詞:shungo. 作曲:shungo. & SERIO 編曲:SERIO Background Vocals:MEGUMI Additional Vocals:shungo.                                                            | 4:04 |
| 6   | Dive                                          | 作詞:佐藤江梨子 補作詞:shungo. 作曲・編曲:BULGE | 5:19 |
| 7   | interlude -LOVE ALL PLAY Pt.2- feat.CORN HEAD | プロデュース:DOUBLE BLADES(Nao'ymt) | 1:23 |
| 8   | No Limit                                      | 作詞:BANANA ICE 作曲・編曲:Tatsuya Kikuchi | 3:33 |
| 9   | true lie                                      | プロデュース:shungo. & SERIO 作詞:MEGUMI,shungo. 作曲:shungo. 編曲:SERIO ストリングスアレンジ:Hideo Inai Background Vocals:shungo.                                                      | 5:53 |
| 10  | Lovin' You (Album Version)                    | 作詞:MEGUMI 作曲・編曲:Tatsuya Kikuchi | 5:30 |
| 11  | CRY NO MORE                                   | プロデュース:DOUBLE BLADES 作詞・作曲:Nao Frost(Nao'ymt) and Moreaga 編曲:DOUBLE BLADES                                                                                                 | 3:22 |
| 12  | Lately                                        | 作詞・作曲:Stevie Wonder 編曲:Tatsuya Kikuchi | 4:03 |
| 13  | outro -LOVE ALL PLAY Pt.3-                    | プロデュース:DOUBLE BLADES | 3:22 |
| 14  | 好きなのに (SILVA REMIX)                      | リミックス:SILVA | 5:36 |
| DVD |                                               | |      |
| 1   | No Limit (Music Video)                        | ディレクター:Masashi Hagiwara 出演:なすっ子キューカンバ |      |
| 2   | 好きなのに (Music Video)                      | ディレクター:Masashi Hagiwara 友情出演:SILVA |      |
| 3   | PVメイキング&レコーディング                   | ●「No Limit」PVメイキング ●「好きなのに」レコーディング ●「好きなのに」PVメイキング ●「No Limit」TV SPOT ●「好きなのに」TV SPOT                                                         |      |

## 発売形態
| 形態   | 発売日        | 品番      | ジャケット |
| ------ | ------------- | --------- | ---------- |
| CD+DVD | 2004年8月25日 | GNCL-1014 | 永続仕様   |